# نورمان رودجرز
نورمان رودجرز هو سياسي أمريكي، ولد في 21 سبتمبر 1927 في شاتفيلد في الولايات المتحدة. نشط حزبياً في Iowa Democratic Party ‏. وقد انتخب عضو مجلس ولاية آيوا ‏.